# Adolph Bachmeier
Adolph Bachmeier, né le 13 octobre 1937 à Mihail Kogălniceanu, Județ de Constanța et mort le 21 juillet 2016 à Des Plaines, est un footballeur international américain qui évolue au poste de défenseur ou milieu de terrain.

## Biographie
De 1966 à 1970, il participe à neuf matchs de qualifications pour la Coupe du monde de la FIFA.
En club, il joue principalement en faveur des Chicago Kickers.